# Portavoz (música)

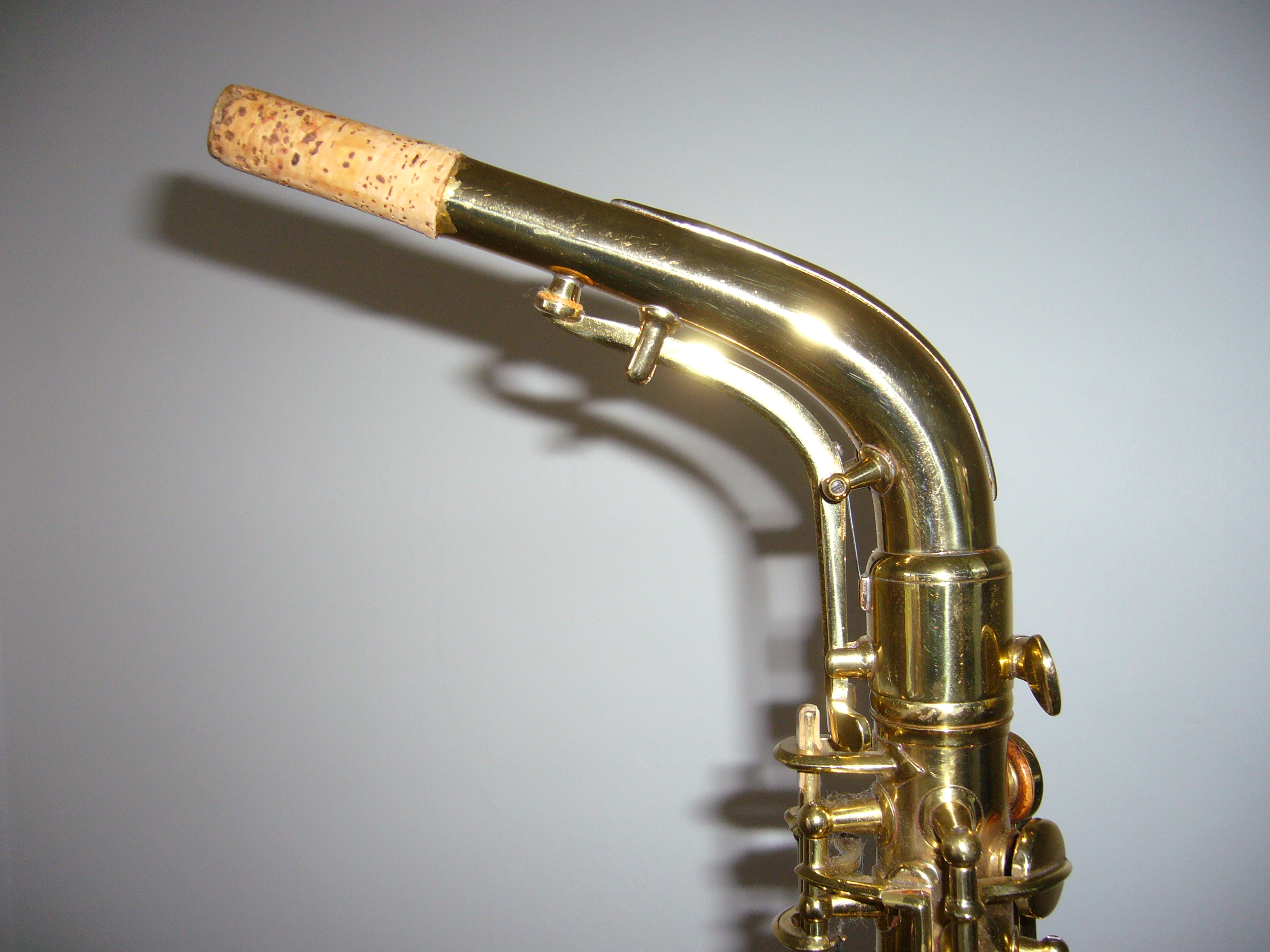
Inusual llave de octava en un saxofón alto de la firma Conn. Normalmente, los saxofones tienen la llave de octava por encima del tudel, y no por debajo, como muestra la imagen.

En los instrumentos de viento-madera, el portavoz (también llamado llave de duodécima o llave de Denner y, de forma errónea, llave de octava) es una llave o un agujero que una vez abiertos, producen un nodo en la columna de aire. Eso fuerza el pasaje a un armónico, habitualmente el segundo. Se atribuye al alemán Donner su invención, en el siglo XVIII. Se aplicó primero al clarinete y después (a principios del XIX) al oboe. La consecuencia práctica de la introducción del portavoz es la duplicación de la extensión del instrumento.

## Clarinete
En algunos instrumentos, como los de la familia de los clarinetes, el portavoz provoca un nodo en el tercer armónico y no en el segundo, lo que explica la extensión de tres octavas y media del instrumento.

## Oboe
El oboe moderno tiene dos portavoces, a menudo interconectadas, un para re4 hasta sol♯4 cerca del pulgar izquierdo, y otra para la4 hasta do5 a la derecha y sobre las llaves frontales, hundido cercano al dedo índice izquierdo. Los oboes disponen de llaves de octava automáticas. Esto supone un sistema de llaves más amplio que libera al músico de preocuparse de emplear la llave de octava en ningún momento. 

## Fagot
El fagot tiene llaves parecidas para el pulgar izquierdo, pero solo se oprimen en el ataque de las notas o en movimientos rápidos como los trinos. La existencia de esta llave es una de las características principales que hacen que el saxofón sea más fácil de tocar que el clarinete, porque pueden usarse las mismas digitaciones para dos octavas diferentes. Una llave empleada de manera análoga en el clarinete es la llave de cambio de registro o llave de registro, que aumenta la altura en un intervalo de doceava (19 semitonos), cambiando las digitaciones para notas del registro grave y notas agudas que están separados por una octava.

## Saxofón
En el saxofón, el portavoz se encuentra cerca del lugar donde descansa el pulgar izquierdo. Al pulsar la llave de octava se abre el agujero más alto situado en el cuello del saxofón. Alternativamente, siempre que se toca la llave del sol, el agujero superior se cierra y otro agujero más pequeño se abre cerca de la parte central del saxofón